# Communauté rurale de Bala
La communauté rurale de Bala est une communauté rurale du Sénégal située à l'est du pays. 
Elle fait partie de l'arrondissement de Bala, du département de Goudiry et de la région de Tambacounda.